# Nova Aliança
Nova Aliança este un oraș în São Paulo (SP), Brazilia.